# خوسيه كارلوس كاستيلو
خوسيه كارلوس كاستيلو (بالإسبانية: José Carlos Castillo)‏ (18 فبراير 1992 بغواتيمالا في غواتيمالا - ) هو لاعب كرة قدم غواتيمالي في مركز الوسط. شارك مع منتخب غواتيمالا تحت 17 سنة لكرة القدم ومنتخب غواتيمالا تحت 20 سنة لكرة القدم ومنتخب غواتيمالا لكرة القدم. أما مع النوادي، فقد لعب مع نادي تشياباس وAntigua GFC ‏ وUniversidad SC ‏.

## وصلات خارجية
- خوسيه كارلوس كاستيلو على موقع الاتحاد الدولي (مؤرشف)  (الإنجليزية)
- خوسيه كارلوس كاستيلو على موقع قاعدة بيانات كرة القدم.إي يو (الإنجليزية)
- خوسيه كارلوس كاستيلو على موقع ناشيونال فوتبول تيمز (الإنجليزية)